# Jack Eichel
Jack Robert Eichel (North Chelmsford, 28 ottobre 1996) è un hockeista su ghiaccio statunitense.

## Palmarès

### Mondiali
- 1 medaglia:
  - 1 bronzo (Repubblica Ceca 2015)